# Liste der Monuments historiques in Gironville-sur-Essonne
Die Liste der Monuments historiques in Gironville-sur-Essonne führt die Monuments historiques in der französischen Gemeinde Gironville-sur-Essonne auf.

## Liste der Bauwerke
| Bezeichnung      | Beschreibung | Standort      | Kennzeichnung | Schutzstatus | Datum | Bild |
| ---------------- | ------------ | ------------- | ------------- | ------------ | ----- | ---- |
| Kirche St-Pierre |              | (Lage)        | PA00087917    | Inscrit      | 1984  |      |
| Bauernhaus       |              | Vignay (Lage) | PA00087918    | Inscrit      | 1981  |      |

## Liste der Objekte
- Monuments historiques (Objekte) in Gironville-sur-Essonne in der Base Palissy des französischen Kultusministeriums